# Ken Park
Ken Park es una película del 2002 dirigida por Larry Clark y Edward Lachman. Está basada en la vida de un grupo de cinco jóvenes de estilo skate-board que viven en un ambiente algo extremo en la ciudad de Visalia, en el centro de California, donde se muestra el choque de edades e ideales.
El film es el resultado de dos antecesoras (Kids y Bully) del mismo director Larry Clark, con la diferencia de que en Ken Park (Perversión) hay más escenas de sexo, drogadicción, asesinatos, problemas familiares o pederastia, y se muestran sentimientos como el odio, el coraje o el rencor. Fue clasificada D (apta para mayores de 21 años).

## Reparto
- Adam Chubbuck - Ken Park
- James Bullard - Shawn
- Seth Gray - Hermano de Shawn
- Eddie Daniels - Madre de Shawn
- Zara McDowell - Zoe
- Maeve Quinlan - Rhonda
- Stephen Jasso - Claude
- James Ransone - Tate
- Wade Williams - Padre de Claude
- Amanda Plummer - Madre de Claude